# Delvinë (huyện)
Delvinë là một quận thuộc hạt Vlorë, Albania. Quận này có diện tích 367 km² và dân số năm 2002 là 10859 người, mật độ 30 người/km².